# Adama Tamba
Adama Tamba (geb. am 29. August 1998 in Banjul) ist eine gambische Fußballspielerin.

## Leben

### Familie
Weil die Mutter von Adama Tamba und ihrer Zwillingsschwester Awa Tamba kurz nach der Geburt starb, kümmerte sich zunächst kurzzeitig eine Tante um sie. Mit dem Vater hatten sie fast keinen Kontakt. Die beiden wuchsen im SOS-Kinderdorf in Bakoteh auf. Dort gingen sie auf eine Grundschule und weiterführende Schule. Eine ältere Schwester spielte ebenfalls Fußball bei den Red Scorpions.
Anfang 2017 lebte sie mit ihrer Zwillingsschwester bei ihrer Trainerin Choro Mbenga in Jeshwang.

### Verein
2009 empfahl eine ältere Schwester der Zwillinge, die bei den Red Scorpions spielte, der Trainerin Choro Mbenga ihre Geschwister. Beide debütierten in der Saison 2010/2011 und Adama Tamba wurde mit zwölf Toren Torschützenkönigin. Im folgenden Jahr konnte sie dies mit 13 Toren wiederholen. In der Saison 2012/2013 erzielte sie in den Ligaspielen 20 Tore, in der Folgesaison verbesserte sie mit 21 Toren ihren eigenen Rekord.
2016 wurden mehrere ihrer Mitspielerinnen der Red Scorpions von der Gambia Football Federation wegen eines Angriffs auf Schiedsrichter für zwölf Monate gesperrt und das Team musste in der Saison 2016/2017 in der zweiten Liga antreten. Dort schoss sie 50 Tore in elf Spielen.
Im Oktober 2017 wurde sie zu einem zweiwöchigen Probetraining zu Paris Saint-Germain eingeladen, das aber nicht zu einer Verpflichtung führte.
2018 war sie erneut mit 20 erzielten Toren Torschützenkönigin.
Im Oktober 2018 war sie mit dem israelischen Verein FC Ramat haScharon in Gesprächen über einen Vereinswechsel, der aber nicht zustande kam.
Mit Stand Ende Dezember 2018 hatte sie insgesamt 209 Tore in den gambischen Ligen erzielt.

### Nationalteam
Bei ihrem Debüt in der U-17-Auswahl des Frauennationalteams im Januar 2012 mit 14 Jahren erzielte sie ihren ersten Treffer bei einem 3:0 gegen Sierra Leone. Das Team konnte sich für die U-17-Fußball-Weltmeisterschaft der Frauen in Aserbaidschan qualifizieren, verlor aber alle drei Gruppenspiele deutlich und wurde Gruppenletzter.
Im November 2015 hatte sie bei einem Testspiel gegen den Glasgow Girls F.C. ihren ersten Einsatz im gambischen Fußballnationalteam der Frauen und schoss beim 2:0 beide Tore.
Bei der Qualifikation zum Afrika-Cup 2018 im April 2018 erzielte sie beim 2:1 gegen Burkina Faso ein Tor. Das Team schied aber in der zweiten Runde gegen Nigeria aus, das später den Titel gewann.

## Auszeichnungen
Im April 2018 wurde sie von der Sports Journalists' Association of The Gambia (SJAG) zur gambischen Sportlerin des Jahres gewählt.